# Kiedyś o tym miejscu napiszę
Kiedyś o tym miejscu napiszę (ang. One Day I Will Write About This Place) – powieść autobiograficzna autorstwa kenijskiego pisarza i dziennikarza Binyavangi Wainainy. Światowa premiera książki odbyła się w 2011 roku w Stanach Zjednoczonych, a w Polsce wydano ją w roku 2014 nakładem wydawnictwa Karakter.
Książka opowiada o dzieciństwie, dorastaniu i młodości chłopca pochodzącego z Nakuru w Kenii, który staje się dziennikarzem i pisarzem. Losy rodziny Wainainów przedstawione są na tle historii postkolonialnej Kenii. Akcja utworu toczy się nie tylko w ojczyźnie autora, ale również w Ugandzie, Republice Południowej Afryki, Ghanie, Togo oraz w Stanach Zjednoczonych. Powieść rozpoczyna się w 1978 roku, a kończy w 2010.